# O Cruzeiro (editora)
O Cruzeiro foi uma editora pertencente ao grupo Diários Associados.

## História
A Editora foi fundada em 1941. O nome veio da principal revista publicada pelo grupo Diários Associados de Assis Chateaubriand, lançada em 1928.
A Editora cessou as atividades em 1975.

## Histórias em Quadrinhos
Desde a metade da década de 1930, o jornalista Assis Chateaubriand planejava lançar uma revista em quadrinhos. Em 1938, o jornalista registrou o nome O Gury (depois grafada como "O Guri") mas a revista com esse título só seria publicada dois anos depois. Foi a primeira publicação de quadrinhos no país impressa em quatro cores.
Foram publicados pela editora os seguintes títulos: Pimentinha, Gasparzinho, Luluzinha, Heróis da TV (trazendo personagenshistórias de personagens de séries de TV live-action do gênero policial publicadas pela Dell Comics, como Mike Shayne (da série Michael Shayne), e Steve Carella (da série TV 87th precinct) e da Hanna Barbera), Cruzeiro Infantil (que chegou a ter histórias do Capitão Aza, personagem do programa infantil homônimo interpretado por Wilson Vianna, exibido pela TV Tupi Rio de Janeiro, outra empresa do grupo Diários Associados) Homem no Espaço (revista protagonizada por Adam Strange da DC Comics, na época chamado de Joe Cometa), além de histórias de guerra da Dell Comics e a Turma do Pererê de Ziraldo.

## Revistas
- O Cruzeiro
- A Cigarra
- O Cruzeiro Internacional (para a América Latina em versão hispânica)